# 水原秀策
水原 秀策（みずはら しゅうさく、1966年 -）は、日本の小説家、推理作家。

## 経歴・人物
鹿児島県出身。早稲田大学法学部卒業。不動産会社勤務、衆議院議員秘書（公設第二）、塾講師などを経る。現在は専業小説家。
2004年（平成16年）に『サウスポー・キラー』（受賞時の題名は『スロウ・カーヴ』）で、第3回『このミステリーがすごい!』大賞を受賞。
囲碁をたしなみ、ペンネームは江戸時代の大棋士本因坊秀策から採っている。野球が好きであり、野球を題材にした作品が多い。

## 作品リスト

### 単著
- 『サウスポー・キラー』（宝島社） 2005年1月、のち宝島社文庫 2007年1月
- 『黒と白の殺意』（宝島社） 2006年12月、のち宝島社文庫 2008年12月
- 『偽りのスラッガー』（双葉社） 2009年3月、のち双葉文庫 2013年8月
- 『裁くのは僕たちだ』（ミステリ・フロンティア） 2009年5月
- 『メディア・スターは最後に笑う』上・下（宝島社文庫） 2009年7月
- 『栄冠を君に』（講談社） 2011年7月
- 『左足の虹』（PHP研究所） 2011年9月
- 『キング・メイカー』（双葉社） 2012年3月、のち双葉文庫 2015年3月

### アンソロジー
「」内が水原秀策の作品
- 「ベストセラー作家」（宝島社文庫『10分間ミステリー』） 2012年2月
- 「部屋と手錠と私」（宝島社文庫『もっとすごい! 10分間ミステリー』） 2013年5月
- 「地獄の沙汰も顔次第」（宝島社文庫『5分で読める! ひと駅ストーリー 夏の記憶 東口編』） 2013年7月
- 「猫型ロボット」（宝島社文庫『5分で読める! ひと駅ストーリー 猫の物語』） 2014年9月
- 「ベストセラー作家」（宝島社文庫『5分で凍る! ぞっとする怖い話』） 2015年5月
- 「君といつまでも」(宝島社文庫『5分で読める! ひと駅ストーリー 旅の話』） 2015年12月
- 「部屋と手錠と私」（宝島社文庫『10分間ミステリー THE BEST』） 2016年9月